# بیست بوی
بیست بوی (به انگلیسی: Beast Boy) با نام اصلی گارفیلد مارک لوگان، یک شخصیت خیالی ابرقهرمان است که در کتاب های کامیک دی‌سی کامیکس وجود دارد؛ که اغلب به عنوان یکی از اعضاء تیم‌های تایتان‌های نوجوان و دووم پاترول به‌شمار می‌رود. این شخصیت برای اولین بار، در شمارهٔ ۹۹ مجلهٔ کمیک‌های دووم پاترول در نوامبر ۱۹۶۵ معرفی شد. در تیم تایتان‌های نوجوان این شخصیت قادر به دگرپیکری به هر حیوانی است و رنگ پوست او سبز است. او با رابین، سایبورگ، استارفایر و ریون در تیم همکاری دارد.
رایان پاتر در مجموعه تلویزیونی تایتان‌ها (۲۰۱۸) وظیفه بازی در این نقش را بر عهده دارد.